# Condruser
Die Condruser (Condrusi) waren ein antikes Volk, das zur Gruppe der keltisch-germanischen Mischkulturen im cisrhenanischen (linksrheinischen) Mittelrheingebiet gehörte. Außer Caesars Erwähnung in De bello Gallico ist aus antiken Inschriften nur noch die Verwaltungseinheit pagus Condrustis der augusteischen Verwaltungsordnung bekannt.

## Name
Von Caesars Stammesbezeichnung Condrusi leitet sich der Landschaftsname Condroz, eine Landschaft in den belgischen Provinzen Namur und Lüttich. Dagegen steht aber die Annahme, dass der Mont Falhize in der Nähe des mitten im Condroz liegenden, belgischen Huy ein Zentralort der vermutlich germanischen Aduatuker war. Die Gegend war von den Aduatukern nach Caesar irgendwann zwischen etwa 100 v. Chr. und 60 v. Chr. „nach allgemeinem Ratsschluss“ als Siedlungsgebiet ausgewählt worden. Möglicherweise übernahmen die Condruser das Land der Aduatuker nach deren Beteiligung am niedergeschlagenen Aufstand des Ambiorix Ende 54/Anfang 53 v. Chr.

## Geschichte
Erstmals genannt werden die Condruser im Zusammenhang des Krieges von Caesar gegen die Belger im Jahr 57 v. Chr. Sie bilden im etwa 280.000 Köpfe starken belgischen Aufgebot zusammen mit den Eburonen, Caerosern und den Paemanern ein 40.000 Mann starkes Kontingent. Caesar nennt die vier Stämme Germanen. Im Jahr 56 v. Chr. nennt Caesar die Condruser zusammen mit den Eburonen als Klienten, schutzbefohlene Stämme, die zur Gefolgschaft, Tribut, Geiselstellung und Heeresdienst verpflichtet waren, der Treverer.
Nach De bello Gallico 6, 32 befindet sich das Stammesgebiet der Condruser – ähnlich wie das der Segner – zwischen den Eburonen und Treverern. Die Textstelle ist auch noch sofern interessant, als hier die Condruser selbst zu Wort kommen. Caesar schildert, dass ihre Gesandten sich von dem vorangegangenen Kriegszug des eburonischen Königs Ambiorix distanzierten. Keiner der linksrheinischen germanischen Stämme habe mit den Eburonen gemeinsame Sache gemacht. Caesar ließ Gefangene vernehmen, die diese Angaben bestätigten, und befahl den Condrusern, zukünftig etwaige eburonische Gefangene auszuliefern; dann werde er ihr Gebiet in Zukunft nicht verwüsten.
Caesar erwähnt von den Condrusern weiter nichts; vermutlich verblieb der Stamm in seinen Siedlungsgebieten und vermischte sich mit Resten der Aduatuker und der Eburonen sowie mit dem nach 50 v. Chr. in das Gebiet einrückenden, rechtsrheinischen Germanenstamm der Tungerer.